# Asperugo procumbens
Asperugo procumbens là loài thực vật có hoa trong họ Mồ hôi. Loài này được Carl von Linné mô tả khoa học đầu tiên năm 1753.